# Acanthobunocephalus scruggsi
Acanthobunocephalus scruggsi — вид сомоподібних риб родини широкоголових сомів (Aspredinidae). Описаний у 2020 році. До його відкриття рід Acanthobunocephalus вважався монотиповим. Від близького виду Acanthobunocephalus nicoi відрізняється будовою плавців.

## Назва
Вид названий на честь музиканта Ірла Скраггса, який грає на банджо. втори таксона вважають, що форма тіла риби схожа на форму банджо.

## Поширення
Ендемік Бразилії. Трапляється у пониззі річки Пурус, притоці Амазонки.